# Rejabhad
Rejabhad   (Permatang Pauh, 23 d'agost de 1939 - 14 de novembre de 2002) fou un autor de còmics malai, conegut com el «rei dels còmics de Malàisia» (Raja Kartun Malaysia) i també com a Penghulu («número u») entre els autors malais
i Pak Jab pels seus fans,
Rejabhad fon —junt amb Raja Hamzah i Halim Teh— un dels grans dibuixants clàssics de l'era daurada dels còmics malais.

## Biografia
Nascut Rejab bin Had el 1939 a Permatang Pauh (Penang), Rejabhad publicà la seua primera historieta l'any 1958, alhora que començava una carrera de vint anys en l'exèrcit, on s'encarregava d'il·lustrar escenes militars i del combat, un àmbit retratat en la tira còmica Prebet Dabus («el soldat Dabus») i l'àlbum Dengan Rejabhad (1983).
Rejab formà part d'una missió de mil nou cents quaranta-set militars destinats per l'Organització de les Nacions Unides al Congo, coneguda com a la Forca Especial Malàisia al Congo, una experiència que relatà més tard en una sèrie.
Després d'eixir de l'exèrcit, Rejabhad treballà en la revista Gila-Gila junt amb altres autors com Lat:
la seua secció, intitulada Senyum rakan muda («somriures dels jóvens amics») consistia en dos pàgines amb diferents historietes, una columna sobre els utensilis del dibuixant i una altra sobre antics companys de professió; de fet, Rejab feia classes als novençans en les oficines de Creative Press i contestava les cartes dels lectors de la secció Hai KP; també hi publicà la sèrie humorística sobre la seua experiència com a membre dels cascs blaus a Somàlia, Kenang manis di Somalia («bons records de Somàlia»).
Altres obres seues són Periwira Mat Gila, Tan Tin Tun, Mawar Oh Mawar i Selendang Siti Rugayah; el seu últim còmic, Siri Amal, és un homenatge a la professió de dibuixant —Rejabhad tutelà altres autors malais com Cabai, Datuk Lat, Imuda, Juragan, Ubi i Ujang—; a més de dibuixar, col·leccionava segells, componia cançons i tocava el violí. Rejabhad morí d'un infart el 2002; la seua col·lecció de revistes i articles es conserva en la Universitat Sains Malaysia de Penang.